# Brevipalpus pseudoleptoides
Brevipalpus pseudoleptoides är en spindeldjursart som beskrevs av De Leon 1960. Brevipalpus pseudoleptoides ingår i släktet Brevipalpus och familjen Tenuipalpidae. Inga underarter finns listade.